# Слобідська сільська рада (Малинський район)
Слобідська сільська рада (до 1946 року — Селищанська сільська рада) — колишня адміністративно-територіальна одиниця та орган місцевого самоврядування у Малинському районі Малинської, Коростенської і Волинської округ, Київської й Житомирської областей Української РСР та України з адміністративним центром у с. Слобідка.

## Населені пункти
Сільській раді були підпорядковані населені пункти:
- с. Слобідка
- с. Гамарня
- с. Щербатівка

## Населення
Кількість населення сільської ради станом на 1924 рік становила 1 574 осіб.
Відповідно до результатів перепису населення СРСР, кількість населення ради станом на 12 січня 1989 року становила 1 911 осіб.
Станом на 5 грудня 2001 року, відповідно до перепису населення України, кількість мешканців сільської ради становила 1 830 осіб.

## Склад ради
Рада складалася з 16 депутатів та голови.

### Керівний склад сільської ради
| ПІБ                       | Основні відомості                                                 | Дата обрання | Дата звільнення |
| ------------------------- | ----------------------------------------------------------------- | ------------ | --------------- |
| Єщенко Микола Миколайович | Сільський голова, 1959 року народження, освіта, безпартійний      | 26.03.2006   | 31.10.2010      |
| Єщенко Микола Миколайович | Сільський голова, 1959 року народження, освіта вища, безпартійний | 31.10.2010   |                 |

Примітка: таблиця складена за даними джерела

## Історія
Створена 1923 року як Селищанська сільська рада, в с. Селище (згодом — Слобідка) Малинської волості Радомисльського повіту Київської губернії. 16 січня 1923 року підпорядковано с. Щербатівка та хутір Гамарня ліквідованої Щербатівської сільської ради Малинської волості. 7 березня 1923 року включена до складу новоутвореного Малинського району Малинської округи. 8 вересня 1925 року с. Щербатівка та х. Гамарня передано до складу відновленої Щербатівської сільської ради Малинського району.
7 червня 1946 року, відповідно до указу Президії Верховної ради Української РСР «Про збереження історичних найменувань та уточнення і впорядкування існуючих назв сільрад і населених пунктів Житомирської області», сільську раду перейменовано на Слобідську через перейменування її адміністративного центру на с. Слобідка.
Станом на 1 вересня 1946 року сільська рада входила до складу Малинського району Житомирської області, на обліку в раді перебувало с. Слобідка.
11 серпня 1954 року, відповідно до указу Президії Верховної ради Української РСР «Про укрупнення сільських рад по Житомирській області», до складу ради включено села Гамарня, Острів та Щербатівка ліквідованої Щербатівської сільської ради Малинського району.
На 1 січня 1972 року сільська рада входила до складу Малинського району Житомирської області, на обліку в раді перебували села Гамарня, Острів, Слобідка та Щербатівка.
15 травня 1978 року, відповідно до рішення Житомирського облвиконкому № 211 «Про зняття з обліку с. Острів Малинського району», с. Острів зняте з обліку населених пунктів.
Виключена з облікових даних 17 липня 2020 року. Територію та населені пункти ради, відповідно до розпорядження Кабінету Міністрів України № 711-р від 12 червня 2020 року «Про визначення адміністративних центрів та затвердження територій територіальних громад Житомирської області», включено до складу Малинської міської територіальної громади Коростенського району Житомирської області.